# Рудар (Углєвик)
«Рудар» (босн. «Fudbalski klub Rudar Ugljevik») — професіональний боснійський футбольний клуб з міста Углєвик. Заснований 1925 року, домашні ігри проводить на стадіоні «Нові Градскі», який вміщає 5 000 глядачів.

## Досягнення
- Чемпіон Першої ліги Республіки Сербської: 1996–97, 1997–98
- Володар кубка Республіки Сербської: 1997–98, 1998–99